# Johannes Goropius Becanus

Johannes Goropius Becanus

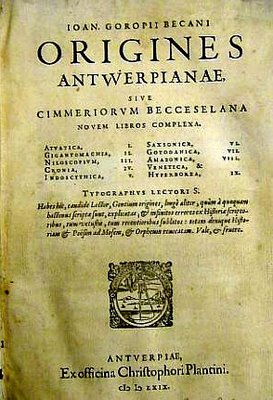
Origenes Antwerpianae

Johannes Goropius Becanus, Jan Gerartsen van Gorp, född 23 juni 1519 i Gorp, Nederländerna, död 28 juni 1572 i Maastricht, var en nederländsk läkare, lingvist och humanist; mest känd för sitt arbete Origines Antwerpinae ("Antwerpens ursprung"). Origines Antwerpinae har kallats den näst mest fantasirika historien över författarens egna landamären, efter Atlantican.

## Biografi
Johannes Goropius Becanus studerade medicin i Leuven, och blev hovmedicus åt två systrar till Karl V, Marie och Eleonore, vilka var bosatta i Bryssel den aktuella tiden. Filip II av Spanien, Karls son, ville också ha honom som medicus och erbjöd honom en generös inkomst. Goropoius avböjde och blev i stället Antwerpens stadsmedicus 1554. Där, befriad från hovintrigerna, ägnade sig Goropius åt studier i språk.
Det var framför allt antiken som Goropius intresserade sig för, och med tiden kunde han flera språk flytande. I sina verk påverkades han av platonismen och renässansens idéer. Han framlade en teori om att den flamländska som talas i området mellan Scheldt och Meuse (brabantiska) varit det språk som hade talats i Edens lustgård. Han byggde sina iakttagelser på antagandet att det enklaste språket var det äldsta, och definierade enkelhet som att orden var korta. Eftersom antalet korta ord är större i denna dialekt än i latin, grekiska eller hebreiska, drog Goropius slutsatsen att det var ett äldre språk än dessa.
Han utvecklade teorin till att hävda att alla språk kunde härledas från brabantiska. Det latinska ordet för ek, quercus, härledde Goropius till werd-cou ("håller kylan borta"); det hebreiska namnet Noak härledde han till nood ("behov"). Dessutom trodde Goropius att Adam och Eva var brabantiska namn; Adam av Hath-Dam och Eva av antingen Eu-Vat eller Eet-Vat. Goropius placerade därför Eden i Brabant. I ett verk som är känt med titeln Hieroglyphica bevisade Goropius till sin egen belåtenhet att hieroglyferna (som ännu inte dechiffrerats) representerade brabantiska.
Trots ett flertal resor till Italien, Spanien, Frankrike, Tyskland och Storbritannien, förblev Goropius trogen sitt hemland, och återberättade kuriositeter och traditioner från sin födelsetrakt. Hans Origines Antwerpianae (1569) är en avhandling som behandlar Antwerpens forntid.

## Verk och betydelse
Goropius verk trycktes, delvis postumt, av hans vän Christoffel Plantijn från och med 1569, och hans samlade verk utkom första gången 1580. Av samtiden möttes verken med blandade känslor. Sedermera har Goropius givits skulden till att nederländsk, och i synnerhet gotisk, filologi hamnat i vanrykte. Leibniz myntade uttrycket "goropism" för att beteckna absurda etymologier. Han föregrep å andra sidan William Jones, upptäckaren av de indoeuropeiska språkens släktskap, och har trots sina hårresande resultat ansetts ha deltagit i att grunda forskningsfältet historisk lingvistik.
För den svenska vetenskapshistorien fick Goropius betydelse genom att han inspirerade Johannes Bureus till dennes teori om att hyperboréerna kom från Sverige; Goropius hade menat att de kom från Amerika och sedan invandrat till Antwerpen men Bureus justerade honom på den punkten. Från Bureus överfördes Goropius till Georg Stiernhielm, vilken i sin tur fick inflytande på Olof Rudbeck den äldre och dennes Atlantica; Goropius menade dock att även Atlantis var Amerika. Vid Rudbecks publicering av Atlantican kallades han plusquam Goropianæ, värre än Goropius.